# Sungai Duo
Sungai Duo is een bestuurslaag in het regentschap Dharmasraya van de provincie West-Sumatra, Indonesië. Sungai Duo telt 6041 inwoners (volkstelling 2010).